# مارسيلان ماربو
جان باتيست أنطوان مارسيلان ماربو، المعروف باسم مارسيلان ماربو (بالفرنسية: Jean-Baptiste Antoine Marcelin Marbot و النطق: ‎/maʁsølɛ̃ maʁbo/‏)، جنرال فرنسي، ولد في 18 أغسطس 1782 في التيلاك، وتوفي في 16 نوفمبر 1854 في باريس في فرنسا.

## الجوائز
- وسام جوقة الشرف (الإمبراطورية الفرنسية): رتبة فارس سنة 1808م.
- وسام جوقة الشرف (الإمبراطورية الفرنسية): رتبة ضابط سنة 1813م.
- وسام القديس لويس (مملكة فرنسا): رتبة فارس سنة 1827م.
- وسام جوقة الشرف (مملكة فرنسا): رتبة قائد سنة 1831م.
- وسام ليوبولد (مملكة بلجيكا): رتبة قائد سنة 1833م.
- وسام جوقة الشرف (مملكة فرنسا): رتبة قائد عظيم سنة 1836م.
- نيشان تاج السنديان (دوقية لوكسمبورغ الكبرى): رتبة الصليب الأكبر سنة 1842م.